# 李元調
李元調（1564年—？），號劬雲，直隸寧國府太平縣（今属安徽省黄山市）人，明朝政治人物。

## 生平
萬曆十九年（1591年）辛卯科應天鄉試舉人，萬曆二十六年（1598年）戊戌科進士。都察院觀政，授安义知县，调知奉新县。劝农兴学，惩猾恤贫，一时翕然称贤父母。三十二年（1604年）补商城县，三十七年升南户部主事，寻告归，终不起。